# Аэропорт Восточный
Аэропорт Восто́чный, Аэропорт Циолко́вский — условные названия аэропорта вблизи космодрома Восточный и города Циолковский. Расположение — в 17 км от стартовой площадки космодрома Восточный и в 14 км станции Углегорск.
Создаваемый для практической деятельности космодрома «Восточный» современный аэродромный комплекс для эксплуатации всех отечественных и иностранных воздушных судов, который позволит обеспечить перевозку космических аппаратов различных типов, обслуживание пассажиров, а также полноценное функционирование служб по поиску и спасению космических экипажей.
Кроме того, аэропорт предполагается использовать для потребностей не только нового отечественного космодрома, но и для различных предприятий региона, пассажирских перевозок. Планируется, что численность персонала составит около 500 человек.

## История
В 2012 году «Ленаэропроект» начал работы по проектированию аэропортового комплекса.

### Этапы строительства аэродромного комплекса
В октябре 2016 года было смонтировано всё электросиловое оборудование, установлена прожекторная мачта с молниеотводом, построена насосная станция пожаротушения, наружные сети противопожарного водоснабжения и канализации, а также системы отопления, вентиляции, очистные сооружения сточных вод, выполнено наружное электроосвещение на подстанции «Аэродром» космодрома Восточный, которая обеспечит электроэнергией объекты будущего аэродромного комплекса. Установлено около 50 опор высоковольтной линии электропередачи (ВЛ 110 кВ) от главной понизительной подстанции космодрома (ГПП) до подстанции «Аэродром» (ПС 110/10).
Планировалось, что с 2017 года государственным заказчиком по аэропортовому комплексу будет выступать Минстрой России. В декабре 2020 года был заключен комплексный государственный контракт с единственным исполнителем работ — АО «Крокус».
В январе 2021 года в Роскосмосе сообщили о начале создания на космодроме Восточный Аэропортового комплекса. Осенью 2021 года по словам главы Роскосмоса Дмитрия Рогозина обеспечить посадку первого борта планировалось на рубеже 2022—2023 годов. К февралю 2022 года в строительстве было задействовано 505 человек и 97 единиц техники. Весной 2022 года Дмитрий Рогозин сообщил СМИ, что строительство взлетно-посадочной полосы планируется закончить в октябре 2022 года. В сентябре 2022 года была анонсирована заверяющая стадия бетонирования ВПП. В ноябре 2022 года заявлено завершении работ второго этапа в 2024 году. В декабре 2022 года строительство взлетно-посадочной полосы длиной 3250 м было завершено, что создало возможность для приема пассажирских и транспортных воздушных судов всех типов.
Завершить строительство и ввести аэропорт в эксплуатацию предполагается в 2029 году. Его строительство закладывается в ФЦП (развития космодромов) на 2016—2025 годы.
14 мая 2025 года взлетно-посадочная полоса аэропорта была официально введена в эксплуатацию.

### Первая посадка воздушного судна
В июле 2023 года на взлётно-посадочную полосу аэропорта космодрома Восточный приземлилось первое воздушное судно — вертолёт с рекогносцировочной комиссией.
14 августа 2023 года посадку совершил первый самолет госкорпорации Роскосмос — Ту-134 под управлением экипажа Центра подготовки космонавтов им. Ю. А. Гагарина.
23 мая 2025 года на Восточном приземлился первый Ту-204-300.
17 июня 2025 года грузовой самолет Ил-76 впервые приземлился с космическими аппаратами «Ионосфера-М» №3 и №4 в аэропорту космодрома Восточный.

## Задачи аэропорта
- Через аэропорт будет осуществляться доставка составных частей ракет и космического оборудования, перевозка технического персонала и членов госкомиссии для подготовки запусков, будет проходить обслуживание взлетно-посадочных операций авиации, комплекса средств поиска и спасения космонавтов и поиска отделяющихся частей космических аппаратов.
- Аэропорт будет принимать рейсы с персоналом космодрома и жителями близлежащих населенных пунктов. Кроме того, рассматривается возможность запуска коммерческих перевозок на внутренних и международных воздушных линиях. Планируется построить аэродром аэропортового комплекса класса «А», который рассчитан на эксплуатацию всех типов воздушных судов российского и иностранного производства. С учетом двух этапов строительства аэродром будет соответствовать классу «Б» (по ФАП) или 4D (по ИКАО)[22].

На первом этапе будет построен пусковой комплекс аэродрома с укороченной взлетно-посадочной полосой длиной 3300 метров, которую позже планируется удлинить до 4400 метров. Такая ВПП позволит принимать самолеты Ил-76, Ил-96, Ан-124 и все более лёгкие, которые будут доставлять на космодром Восточный грузы для строительства объектов и специалистов.

## Разрабатываемая инфраструктура аэропорта

### Аэродромный комплекс
- размер взлетно-посадочной полосы составит 3250×60 м;
- магистральная рулежная дорожка (РД);
- сеть соединительных рулежных дорожек;
- пассажирский и грузовой перроны;
- предангарная площадка.

### Служебно-техническая территория
- зона обслуживания пассажирских перевозок;
- зона грузовых перевозок;
- зона техобслуживания воздушных судов;
- зона производственных зданий и сооружений вспомогательного назначения;
- зона топливообеспечения;
- зона управления воздушным движением.

### Зона пассажирских перевозок
- аэровокзал на 300 пасс/час;
- 50 пасс/час — международный сектор;
- 30 пасс/час — сектор официальных делегаций;
- привокзальная площадь с автостоянкой;
- здание профилактория для летного состава.

На противоположной стороне от ВПП планируется разместить места стоянок комплекса средств поиска и спасения космонавтов.